# Ritratto del cardinal Bibbiena
Il Ritratto del cardinal Bibbiena è un dipinto a olio su tela (85x66,3 cm) di Raffaello e aiuti, databile al 1516 circa e conservato nella Galleria Palatina di Palazzo Pitti a Firenze.

## Storia
L'opera, sebbene in passato ricordata come proveniente da Urbino, è oggi solitamente identificata come quella vista da Vasari in casa Dovizi a Bibbiena. Nel 1753 è catalogata a Pitti e tra il 1799 e il 1815 fu a Parigi, a causa delle spoliazioni napoleoniche. Già ritenuto copia del Cardinale al Prado, è in realtà un'opera ben diversa, anche se non pienamente autografa di Raffaello: forse il Sanzio intervenne solo nella testa, come sembra confermare la riflettografia. Il cattivo stato di conservazione non permette di farsi un'idea esatta; la striscia inferiore di tela, con parte della manica e le dita della mano, è un'aggiunta successiva.

## Descrizione e stile
Su uno sfondo scuro il cardinale è ritratto a mezza figura, seduto di tre quarti e girato a sinistra. Indossa la berretta e la mantella cardinalizia, rosse e ravvivate da riflessi setosi. Le due masse di colore fanno stagliare la testa, leggermente rimpicciolita per una visione ottimizzata dal basso, che dà maggiore monumentalità all'insieme. Le braccia coperte dall'ampia tunica bianca sono piegate; nella mano destra regge una lettera, che porta al petto. Il volto è intenso ed espressivo, rivolto direttamente verso lo spettatore con il quale sembra instaurare un intenso confronto psicologico.